# مونشانستن
شهر مونشانستن  در بخش ارلوشم در ایالت بزل‌کونتریدر کشور سوئیس واقع شده‌است که ۱۱٬۶۰۰ نفر  جمعیت دارد.

## نگارخانه

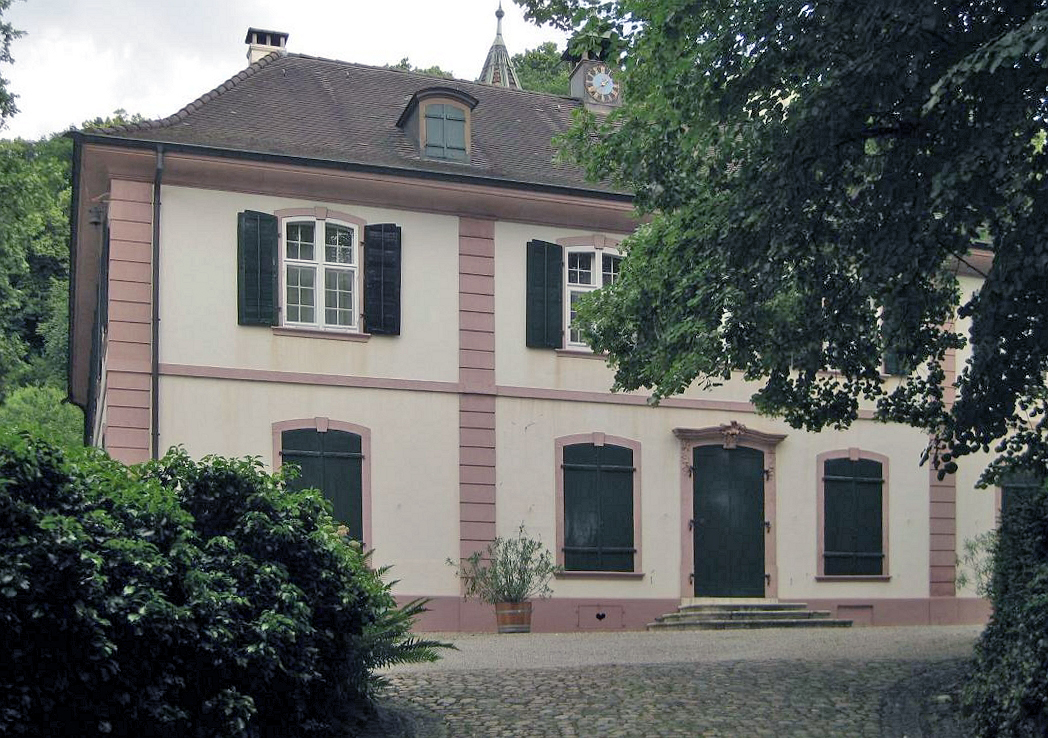
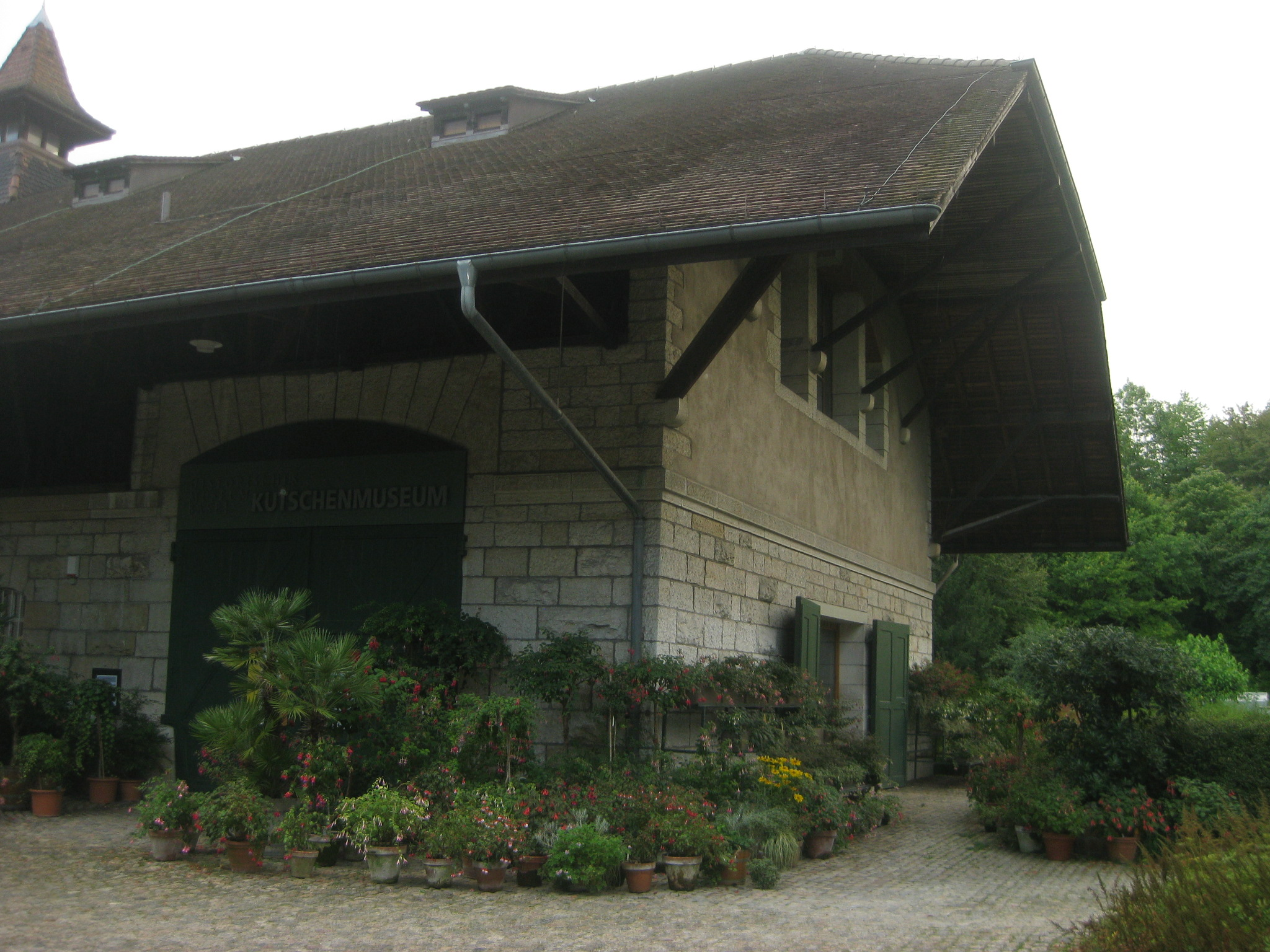
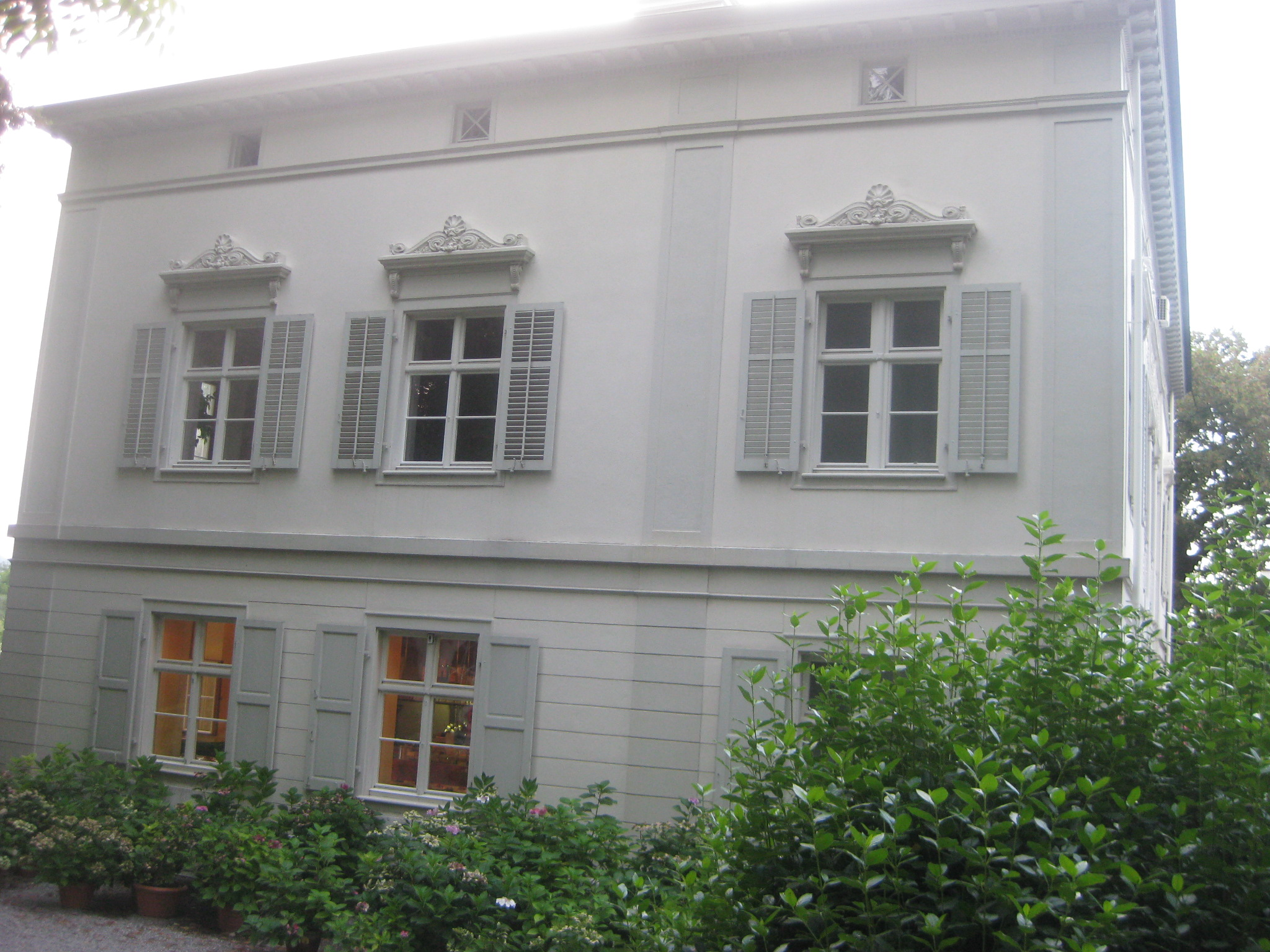